# Zolltarif

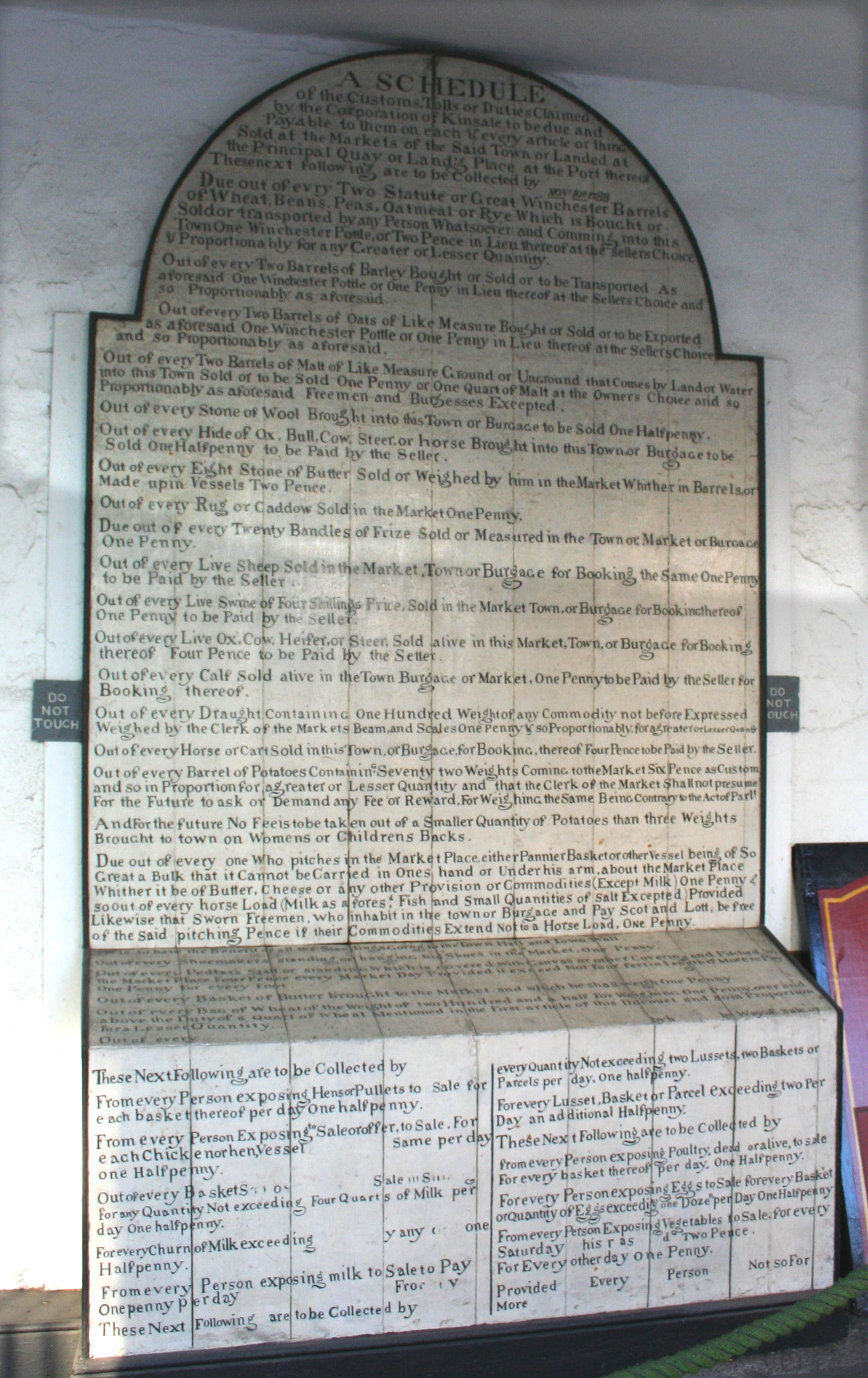
Historischer Zolltarif im irischen Kinsale von 1788

Ein Zolltarif ist eine Nomenklatur, in der Waren aufgezählt werden (meist in Form eines Nummerncodes gelistet) und ihre Zollsätze festgehalten werden, sowie Angaben über die Steuersätze, Einfuhrverbote und -beschränkungen und Besonderheiten über die Herkunftsländer und Bevorzugungen oder sonstige handelspolitische Maßnahmen. Er kommt bei der Zollabfertigung zum Einsatz und dient als Grundlage für die Abgabenerhebung. Historischer Vorläufer war die Zollrolle.
Beispiele waren der Deutsche Gebrauchszolltarif (DGebrZT) oder der Österreichische Gebrauchszolltarif (ÖGebrZT). Moderne Varianten sind z. B.:
- der gemeinsame Europäische Zolltarif (TARIC: Tarif Intégré des Communautés Européennes)
- der EZT (Elektronische Zolltarif) des Deutschen Zolls
- der Schweizer Gebrauchszolltarif (Tares)
- der Harmonized Tariff Schedule of the United States (HTSUS), verwaltet von der USIC

## Sonstiges
Für einige Aufmerksamkeit hatte die Rede des Schweizer Politikers Hans-Rudolf Merz gesorgt, als er im Jahr 2010 im Schweizer Nationalrat eine Passage aus den Erläuterungen über Bündnerfleisch aus dem Schweizer Zolltarif vorlas und dabei einen Lachanfall erlitt.